# Spanische Motorrad-Straßenmeisterschaft 2022
Die FIM-JuniorGP-Saison 2022 war die 97. in der Geschichte der spanischen Motorrad-Straßenmeisterschaft. Es wurden Titel in den Klassen Moto2, Superstock 600 (deren Rennen finden allerdings zusammen mit denen der Moto2 statt), JuniorGP und European Titel Cup vergeben. Im European Talent Cup starten alle Fahrer auf einer Honda NSF250RW.
Die Saison war die erste unter dem Titel JuniorGP.

## Punkteverteilung
Weltmeister wird derjenige Fahrer beziehungsweise der Hersteller, der bis zum Saisonende die meisten Punkte in der Weltmeisterschaft angesammelt hat. Bei der Punkteverteilung werden die Platzierungen im Gesamtergebnis des jeweiligen Rennens berücksichtigt. Die fünfzehn erstplatzierten Fahrer jedes Rennens erhalten Punkte nach folgendem Schema:
| Punkteverteilung | Punkteverteilung | Punkteverteilung | Punkteverteilung | Punkteverteilung | Punkteverteilung | Punkteverteilung | Punkteverteilung | Punkteverteilung | Punkteverteilung | Punkteverteilung | Punkteverteilung | Punkteverteilung | Punkteverteilung | Punkteverteilung | Punkteverteilung |
| ---------------- | ---------------- | ---------------- | ---------------- | ---------------- | ---------------- | ---------------- | ---------------- | ---------------- | ---------------- | ---------------- | ---------------- | ---------------- | ---------------- | ---------------- | ---------------- |
| Platz            | 1                | 2                | 3                | 4                | 5                | 6                | 7                | 8                | 9                | 10               | 11               | 12               | 13               | 14               | 15               |
| Punkte           | 25               | 20               | 16               | 13               | 11               | 10               | 9                | 8                | 7                | 6                | 5                | 4                | 3                | 2                | 1                |

In die Wertung kommen alle erzielten Resultate.

## Moto2-Europameisterschaft

### Teams und Fahrer
| Team                                         | Hersteller | Nr. | Fahrer                     | Läufe    |
| -------------------------------------------- | ---------- | --- | -------------------------- | -------- |
| Dodici Motorsport Racing Team                | Boscoscuro | 51  | Angelo Tagliarini          | Alle     |
| H43 Team Nobby                               | Brevo      | 71  | Miquel Pons                | Alle     |
| Avintia Junior Team                          | Kalex      | 02  | Marc Alcoba                | 3–4      |
| Avintia Junior Team                          | Kalex      | 44  | Kevin Orgis                | 5–6      |
| Liqui Moly Intact GP Junior Team             | Kalex      | 03  | Lukas Tulovic              | Alle     |
| Team MMR                                     | Kalex      | 0 4 | Héctor Garzó               | 7        |
| Team MMR                                     | Kalex      | 10  | Tommaso Marcon             | 1–6      |
| Team MMR                                     | Kalex      | 13  | Mattia Rato                | 1–6      |
| Team MMR                                     | Kalex      | 27  | Maxwell Toth               | 7        |
| JEG Racing                                   | Kalex      | 09  | Charles Aubrie             | Alle     |
| VR46 Master Camp Team                        | Kalex      | 11  | Álex Escrig                | 1–5, 7   |
| VR46 Master Camp Team                        | Kalex      | 32  | McKinley Kyle Fernando Paz | Alle     |
| VR46 Master Camp Team                        | Kalex      | 56  | Nicola Gianico             | 6        |
| Cardoso Racing                               | Kalex      | 15  | Borja Gómez                | 7        |
| Cardoso Racing                               | Kalex      | 31  | Roberto García             | Alle     |
| Fifty Motorsport                             | Kalex      | 16  | Jamie Davis                | Alle     |
| Promoracing                                  | Kalex      | 18  | Xavier Cardelús            | Alle     |
| Promoracing                                  | Kalex      | 81  | Senna Agius                | Alle     |
| AGR Team                                     | Kalex      | 35  | Sam Wilford                | 1, 6–7   |
| AGR Team                                     | Kalex      | 77  | Mattia Volpi               | 5–7      |
| Pertamina Mandalika SAG Stylobike Euvic Team | Kalex      | 55  | Álex Toledo                | Alle     |
| Pertamina Mandalika SAG Stylobike Euvic Team | Kalex      | 74  | Piotr Biesiekirski         | Alle     |
| Fau55 Tey Racing                             | Kalex      | 72  | Yeray Ruiz                 | Alle     |
| Moonpharm Kiefer Racing                      | KTM        | 37  | Eduardo Montero            | Alle     |
| MV Agusta Forward Junior Team                | MV Agusta  | 04  | Héctor Garzó               | 1–5      |
| MV Agusta Forward Junior Team                | MV Agusta  | 56  | Nicola Gianico             | 1–2, 4–5 |
| MV Agusta Forward Junior Team                | MV Agusta  | 89  | David Sanchis              | 3, 6     |
| Vision Track Racing Team                     | Spirit     | 37  | Corey Tinker               | 1–5      |
| Superstock 600                               |            |     |                            |          |
| Team Speed Racing                            | Kawasaki   | 78  | Eric Fernández             | 3        |
| Avintia Junior Team                          | Yamaha     | 06  | Jacopo Hosciuc             | 1–3, 5–7 |
| Avintia Junior Team                          | Yamaha     | 44  | Kevin Orgis                | 1–4      |
| Avintia Junior Team                          | Yamaha     | 45  | Martin Renaudin            | 7        |
| Avintia Junior Team                          | Yamaha     | 91  | Mihail Florov              | 1–2      |
| EasyRace Team                                | Yamaha     | 07  | Zech Dzegede               | Alle     |
| EasyRace Team                                | Yamaha     | 08  | Marco Tapia                | Alle     |
| FAU 55 Tey Racing                            | Yamaha     | 12  | Álex Ruiz                  | Alle     |
| FAU 55 Tey Racing                            | Yamaha     | 86  | Kylian Nestola             | 1–2, 4–7 |
| FAU 55 Tey Racing                            | Yamaha     | 90  | Freddie Heinrich           | 4–7      |
| Fifty Motorsport                             | Yamaha     | 17  | Dani Muñoz                 | 5–7      |
| Qnium Racing                                 | Yamaha     | 19  | Ryan van de Lagemaat       | Alle     |
| Vision Track Racing Team                     | Yamaha     | 25  | Thomas Strudwick           | 1–5      |
| Vision Track Racing Team                     | Yamaha     | 37  | Corey Tinker               | 6–7      |
| Cardoso Racing                               | Yamaha     | 25  | Pasquale Alfano            | 4–7      |
| Cardoso Racing                               | Yamaha     | 37  | Filip Rehacek              | 1–2, 6–7 |
| Cuna de Campeones                            | Yamaha     | 38  | Juan Rodríguez             | Alle     |
| MS Racing Junior                             | Yamaha     | 70  | Miguel Santiago Duarte     | 1–4, 6–7 |
| IUM Motorsport                               | Yamaha     | 73  | Dino Iozzo                 | 1–3, 5–7 |
| H43 Team Nobby                               | Yamaha     | 88  | Nicolas Czyba              | Alle     |
| Yamaha GV Stratos                            | Yamaha     | 91  | Mihail Florov              | 7        |

| Legende         |
| --------------- |
| Stammfahrer     |
| Wildcard-Fahrer |
| Ersatzfahrer    |

### Rennergebnisse
| # | Datum  | Strecke   | Pole-Position | Erster        | Zweiter       | Dritter         | Schn. Rennrunde | Gesamtführender |
| - | ------ | --------- | ------------- | ------------- | ------------- | --------------- | --------------- | --------------- |
| 1 | 08.05. | Estoril   | Lukas Tulovic | Lukas Tulovic | Senna Agius   | Álex Escrig     | Lukas Tulovic   | Lukas Tulovic   |
| 1 | 08.05. | Estoril   | Lukas Tulovic | Lukas Tulovic | Senna Agius   | Mattia Rato     | Lukas Tulovic   | Lukas Tulovic   |
| 2 | 22.05. | Valencia  | Lukas Tulovic | Lukas Tulovic | Álex Escrig   | Xavier Cardelús |                 | Lukas Tulovic   |
| 3 | 12.06. | Barcelona | Lukas Tulovic | Senna Agius   | Lukas Tulovic | Álex Escrig     |                 | Lukas Tulovic   |
| 3 | 12.06. | Barcelona | Lukas Tulovic | Senna Agius   | Lukas Tulovic | Álex Toledo     |                 | Lukas Tulovic   |
| 4 | 03.07. | Jerez     | Lukas Tulovic | Álex Escrig   | Lukas Tulovic | Senna Agius     |                 | Lukas Tulovic   |
| 5 | 17.07. | Portimão  | Lukas Tulovic | Álex Escrig   | Lukas Tulovic | Xavier Cardelús |                 | Lukas Tulovic   |
| 5 | 17.07. | Portimão  | Lukas Tulovic | Lukas Tulovic | Senna Agius   | Álex Escrig     |                 | Lukas Tulovic   |
| 6 | 09.10. | Alcañiz   | Lukas Tulovic | Lukas Tulovic | Senna Agius   | Xavier Cardelús |                 | Lukas Tulovic   |
| 6 | 09.10. | Alcañiz   | Lukas Tulovic | Lukas Tulovic | Senna Agius   | Xavier Cardelús |                 | Lukas Tulovic   |
| 7 | 30.10. | Valencia  | Senna Agius   | Lukas Tulovic | Álex Escrig   | Senna Agius     |                 | Lukas Tulovic   |

#### Superstock 600
| # | Datum  | Strecke   | Erster         | Zweiter         | Dritter              | Gesamtführender |
| - | ------ | --------- | -------------- | --------------- | -------------------- | --------------- |
| 1 | 25.04. | Estoril   | Álex Ruiz      | Dino Iozzo      | Nicolas Czyba        | Álex Ruiz       |
| 1 | 25.04. | Estoril   | Álex Ruiz      | Nicolas Czyba   | Ryan van de Lagemaat | Álex Ruiz       |
| 2 | 09.05. | Valencia  | Marco Tapia    | Álex Ruiz       | Kevin Orgis          | Álex Ruiz       |
| 3 | 13.06. | Barcelona | Eric Fernandez | Juan Rodríguez  | Marco Tapia          | Álex Ruiz       |
| 3 | 13.06. | Barcelona | Eric Fernandez | Juan Rodríguez  | Marco Tapia          | Álex Ruiz       |
| 4 | 03.07. | Jerez     | Juan Rodríguez | Marco Tapia     | Álex Ruiz            | Álex Ruiz       |
| 5 | 17.07. | Portimão  | Dani Muñoz     | Marco Tapia     | Juan Rodríguez       | Marco Tapia     |
| 5 | 17.07. | Portimão  | Dani Muñoz     | Juan Rodríguez  | Marco Tapia          | Marco Tapia     |
| 6 | 09.10. | Alcañiz   | Dani Muñoz     | Juan Rodríguez  | Marco Tapia          | Marco Tapia     |
| 6 | 09.10. | Alcañiz   | Juan Rodríguez | Dani Muñoz      | Marco Tapia          | Marco Tapia     |
| 7 | 30.10. | Valencia  | Dani Muñoz     | Pasquale Alfano | Dino Iozzo           | Marco Tapia     |

## JuniorGP Moto3

### Rennergebnisse
| # | Datum  | Strecke   | Pole-Position      | Erster             | Zweiter            | Dritter            | Schn. Rennrunde    | Gesamtführender    |
| - | ------ | --------- | ------------------ | ------------------ | ------------------ | ------------------ | ------------------ | ------------------ |
| 1 | 08.05. | Estoril   | José Antonio Rueda | Tatchakorn Buasri  | José Antonio Rueda | David Salvador     | Adrián Cruces      | Tatchakorn Buasri  |
| 2 | 22.05. | Valencia  | José Antonio Rueda | David Alonso       | Ángel Piqueras     | David Salvador     | Ángel Piqueras     | David Alonso       |
| 2 | 22.05. | Valencia  | José Antonio Rueda | José Antonio Rueda | Filipo Farioli     | David Salvador     | David Alonso       | José Antonio Rueda |
| 3 | 12.06. | Barcelona | José Antonio Rueda | José Antonio Rueda | Syarifuddin Azman  | Filipo Farioli     | José Antonio Rueda | José Antonio Rueda |
| 3 | 12.06. | Barcelona | José Antonio Rueda | José Antonio Rueda | Syarifuddin Azman  | Filipo Farioli     | Filippo Farioli    | José Antonio Rueda |
| 4 | 03.07. | Jerez     | Collin Veijer      | Collin Veijer      | José Antonio Rueda | Ángel Piqueras     | Ángel Piqueras     | José Antonio Rueda |
| 4 | 03.07. | Jerez     | Collin Veijer      | José Antonio Rueda | David Almansa      | Eddie O’Shea       | Adrián Cruces      | José Antonio Rueda |
| 5 | 17.07. | Portimão  | Adrián Cruces      | José Antonio Rueda | Syarifuddin Azman  | Adrián Cruces      | Syarifuddin Azman  | José Antonio Rueda |
| 6 | 03.09. | Misano    | David Salvador     | Filipo Farioli     | José Antonio Rueda | Ángel Piqueras     | Ángel Piqueras     | José Antonio Rueda |
| 7 | 09.10. | Alcañiz   | Collin Veijer      | Collin Veijer      | David Salvador     | José Antonio Rueda | Filipo Farioli     | José Antonio Rueda |
| 8 | 30.10. | Valencia  | Collin Veijer      | David Salvador     | Collin Veijer      | Filipo Farioli     |                    | José Antonio Rueda |
| 8 | 30.10. | Valencia  | Collin Veijer      | David Almansa      | Filip Farioli      | Alberto Ferrández  |                    | José Antonio Rueda |

## European Talent Cup

### Rennergebnisse
| # | Datum  | Strecke   | Pole-Position  | Erster         | Zweiter           | Dritter        | Schn. Rennrunde | Gesamtführender |
| - | ------ | --------- | -------------- | -------------- | ----------------- | -------------- | --------------- | --------------- |
| 1 | 08.05. | Estoril   | Joel Esteban   | Joel Esteban   | Edoardo Boggio    | Guido Pini     | Joel Esteban    | Joel Esteban    |
| 1 | 08.05. | Estoril   | Joel Esteban   | Joel Esteban   | Hakim Danish      | Rico Salmela   | Joel Esteban    | Joel Esteban    |
| 2 | 22.05. | Valencia  | Joel Esteban   | Joel Esteban   | Brian Uriarte     | Rico Salmela   | Rico Salmela    | Joel Esteban    |
| 2 | 22.05. | Valencia  | Joel Esteban   | Máximo Quiles  | Guido Pini        | Edoardo Boggio |                 | Joel Esteban    |
| 3 | 12.06. | Barcelona | Joel Esteban   | Brian Uriarte  | Joel Esteban      | Máximo Quiles  |                 | Joel Esteban    |
| 4 | 03.07. | Jerez     | Edoardo Boggio | Edoardo Boggio | Hakim Danish      | Máximo Quiles  |                 | Joel Esteban    |
| 4 | 03.07. | Jerez     | Edoardo Boggio | Edoardo Boggio | Alberto Ferrández | Casey O’Gorman |                 | Edoardo Boggio  |
| 5 | 17.07. | Portimão  | Edoardo Boggio | Brian Uriarte  | Joel Esteban      | Casey O’Gorman |                 | Joel Esteban    |
| 6 | 03.09. | Alcañiz   |                | Guido Pini     | Máximo Quiles     | Brian Uriarte  |                 | Joel Esteban    |
| 6 | 03.09. | Alcañiz   | Casey O’Gorman | Guido Pini     | Joel Esteban      |                | Guido Pini      |                 |
| 7 | 30.10. | Valencia  | Casey O’Gorman | Casey O’Gorman | Guido Pini        | Joel Esteban   | Guido Pini      |                 |